# Owca stepowa
Owca stepowa (Ovis aries orientalis) – podgatunek z rzędu parzystokopytnych, z rodziny wołowatych, jeden z gatunków owiec domowych. Pozycja taksonomiczna owcy stepowej jest dyskutowana i lokowana także w randze gatunku, jako Ovis orientalis.